# 観音崎 (石川県)
観音崎（かんのんざき）は、石川県七尾市に位置する岬である。

## 概要
七尾市中心部から北東へ伸びた崎山半島の先端に位置し、日本海（富山湾北西部）に面している。七尾湾（七尾南湾）の入口に当たり、小口瀬戸を挟んで能登島と対する。先端には観音島と呼ばれる島があり、観音堂が設置されている。
1945年（昭和20年）8月27日、観音崎沖合で輸送船「山濤丸（6956トン）」が触雷により沈没する出来事があった。

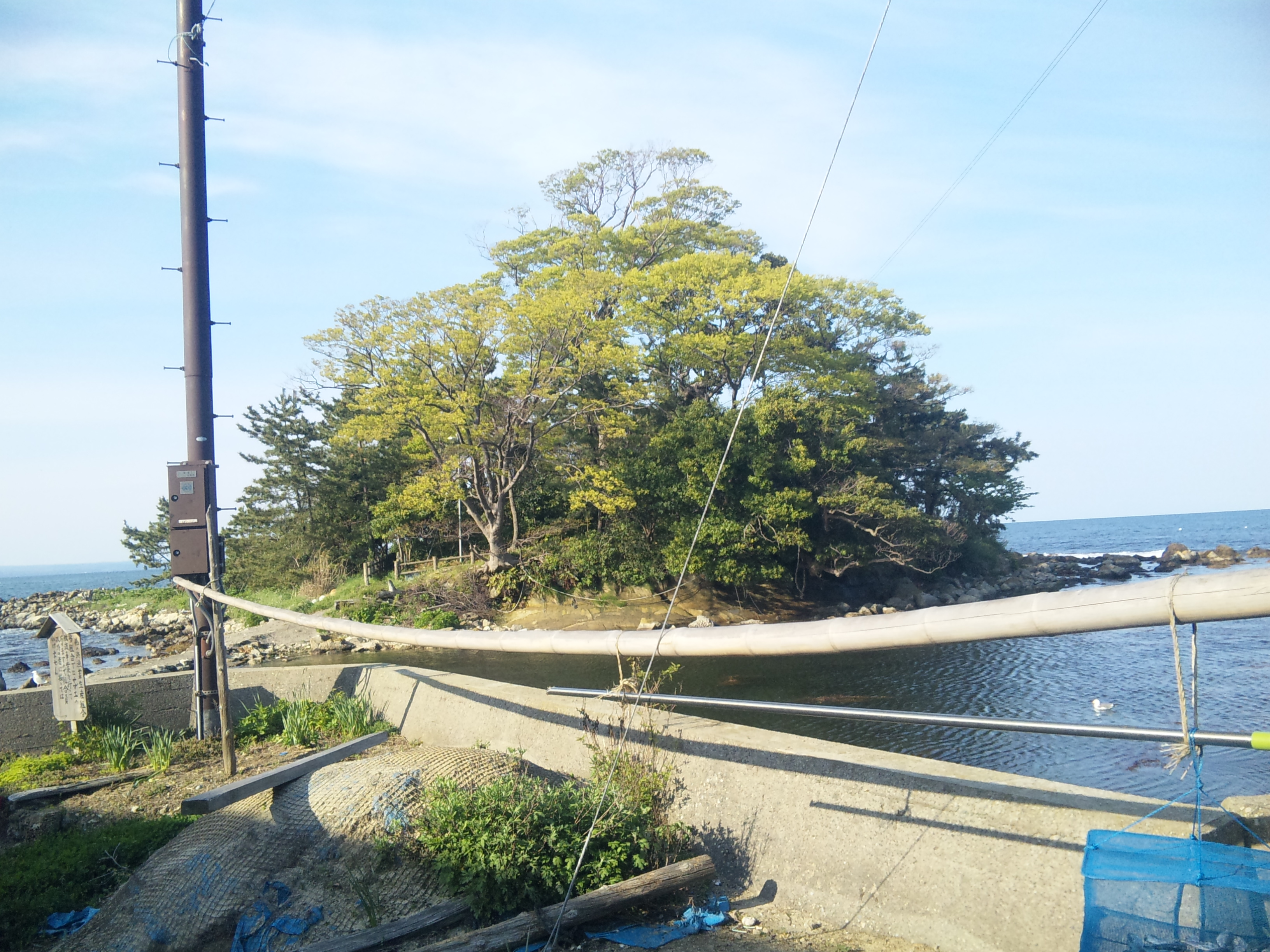
観音島

## 能登観音埼灯台
七尾湾口に位置する第九管区海上保安本部（新潟市）が管轄する灯台。1913年（大正2年）11月に石川県が建設し、翌1914年（大正3年）1月27日に初点灯し、当初の名称は「七尾湾口灯台」だった。1966年（昭和41年）6月1日に「能登観音埼灯台」に名称が変更された。1986年（昭和61年）の機器自動化に伴って白色塔形の灯台に建て替えられた。
毎年5月第4日曜日に「崎山灯台まつり」が開催され、灯台の一般公開などが行なわれている。

## 周辺
- 鵜浦漁港
- 鵜浦海水浴場
- 崎山地区コミュニティセンター

## アクセス
鉄道
JR西日本・のと鉄道七尾駅下車、車で30分。
バス
北鉄能登バス「鹿渡島」停留所、徒歩5分。
自動車
能越自動車道七尾城山ICより14km約30分。
能越自動車道七尾大泊ICより18km約35分。